# Râul Tureacu
Râul Tureacu este un afluent al râului Bârgău, care este un afluent al râului Bistrița, care - la rândul său - este un afluent al râului Someș din România.

## Hărți
- Harta județului Bistrița
- Harta Munții Bârgău  Arhivat în 20 septembrie 2008, la Wayback Machine.
- Harta Munții Căliman  Arhivat în 11 octombrie 2008, la Wayback Machine.